# Weloy
Weloy  (en yapés, Weeloey) es un municipio de Estados Federados de Micronesia, en el estado de Yap.